# Saitama Super Arena
 (avril 2025).
La Saitama Super Arena (さいたまスーパーアリーナ, Saitama Sūpā Arīna)) est une salle couverte située dans le district de Chūō-ku à Saitama, au Japon. Sa capacité maximale est de 37 000 spectateurs. Il comporte une section assise amovible. Le bâtiment comprend également un musée consacré à John Lennon.

## Événements
- Compétitions de lutte japonaise et d'arts martiaux.
- Plusieurs matchs du Championnat du monde de basket masculin 2006.
- Les championnats du Japon de patinage artistique 2014
- Championnats du monde de patinage artistique 2014
- Concert de Madonna, dans le cadre du Rebel Heart Tour, les 13 et 14 février 2016
- Championnats du monde de patinage artistique 2019
- Championnats du monde de patinage artistique 2023